# 友泉亭公園
友泉亭公園（ゆうせんていこうえん）は福岡市城南区友泉亭にある、旧福岡藩主黒田家の別邸跡を整備した公園である。福岡市指定名勝。

## 概要
池泉回遊式の純日本式庭園の歴史公園。福岡藩6代藩主、黒田継高の別邸として江戸時代中期、1754年（宝暦4年）に建てられたものである。一時期、財閥貝島家が所有していた。1978年（昭和53年）、福岡市が購入し、整備した。
園内に当時の建物は残っていないが、礎石や灯篭、シイ、マキ、キンモクセイ、ツバキなどの古木、大木が残る。回廊を持つ17.5畳の大広間から庭園を眺めると静寂な空間の広がりを感じることができる。園内には「如水庵」と「章山庵」の2つの茶室があり、いずれも黒田家にゆかりの名がつけられている。庭園の金木犀は樹齢300年以上の古木で著名である。

## 名称の由来
友泉亭とは、久世通夏が詠んだ「世にたへぬ あつさもしらずわき出る 泉を友と むすぶいほりを」という歌からとられている。福岡藩の儒者である竹田定直が選んだ。

## 入場料
- 大人/ 200円
- 子ども（中学生以下）/ 100円
- 小学校入学前、心身障害者とその介護者および市内住居の65歳以上/無料

## 営業時間
- 9：00～17：00
- 休業日月曜（休日の時は翌日）※5月4、5日開園、年末年始（12月29日～1月1日）

## 交通アクセス
地下鉄
福岡市地下鉄七隈線茶山駅から徒歩20分（1.6㎞）
西鉄バス
12番友泉亭バス停下車徒歩2分(180m)
13番・16番・96番・113番友泉中学校前バス停下車徒歩7分(520m)
自家用車
福岡高速環状線堤出入口より2.8km。

## ギャラリー

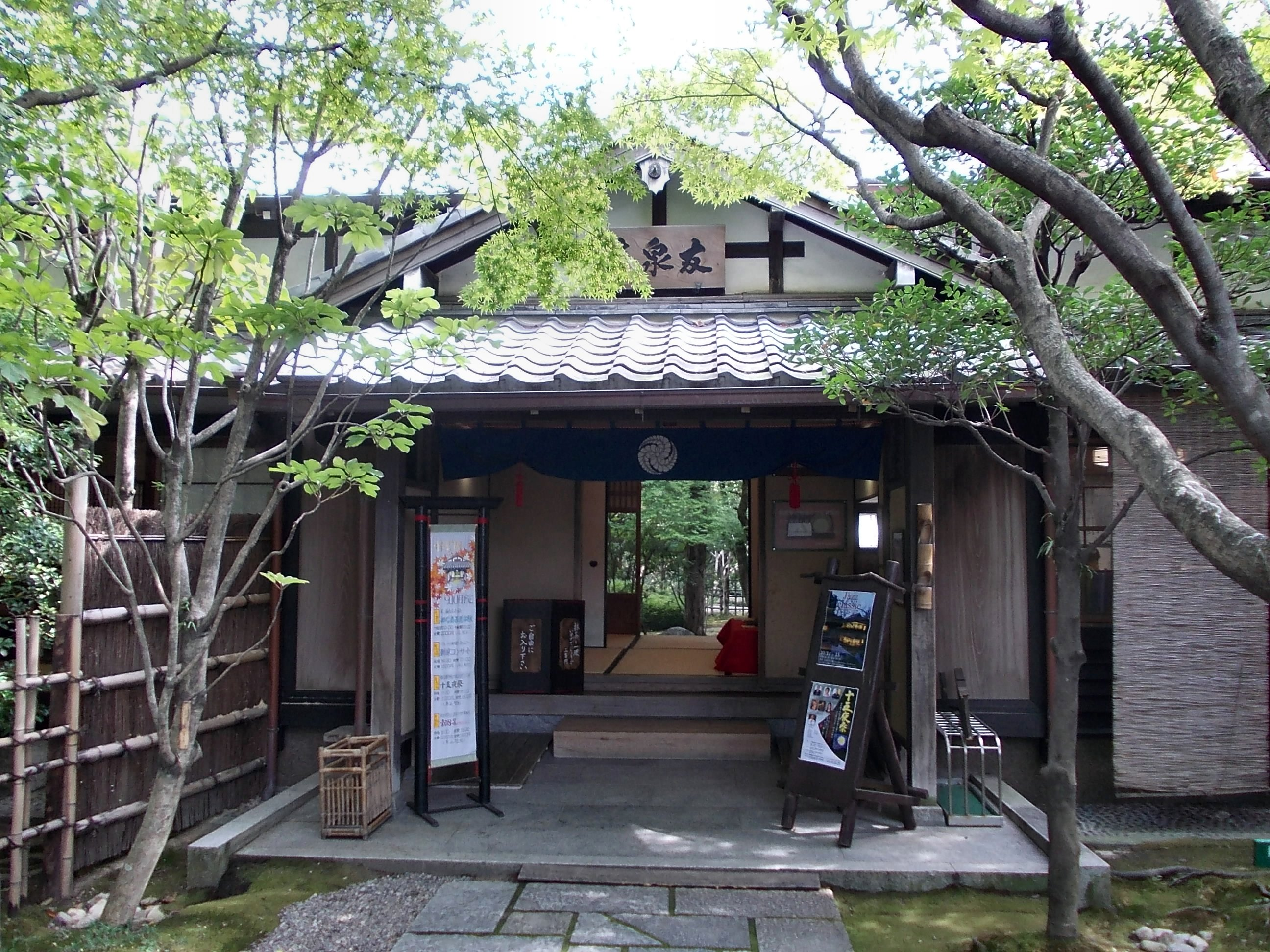
大広間の入口
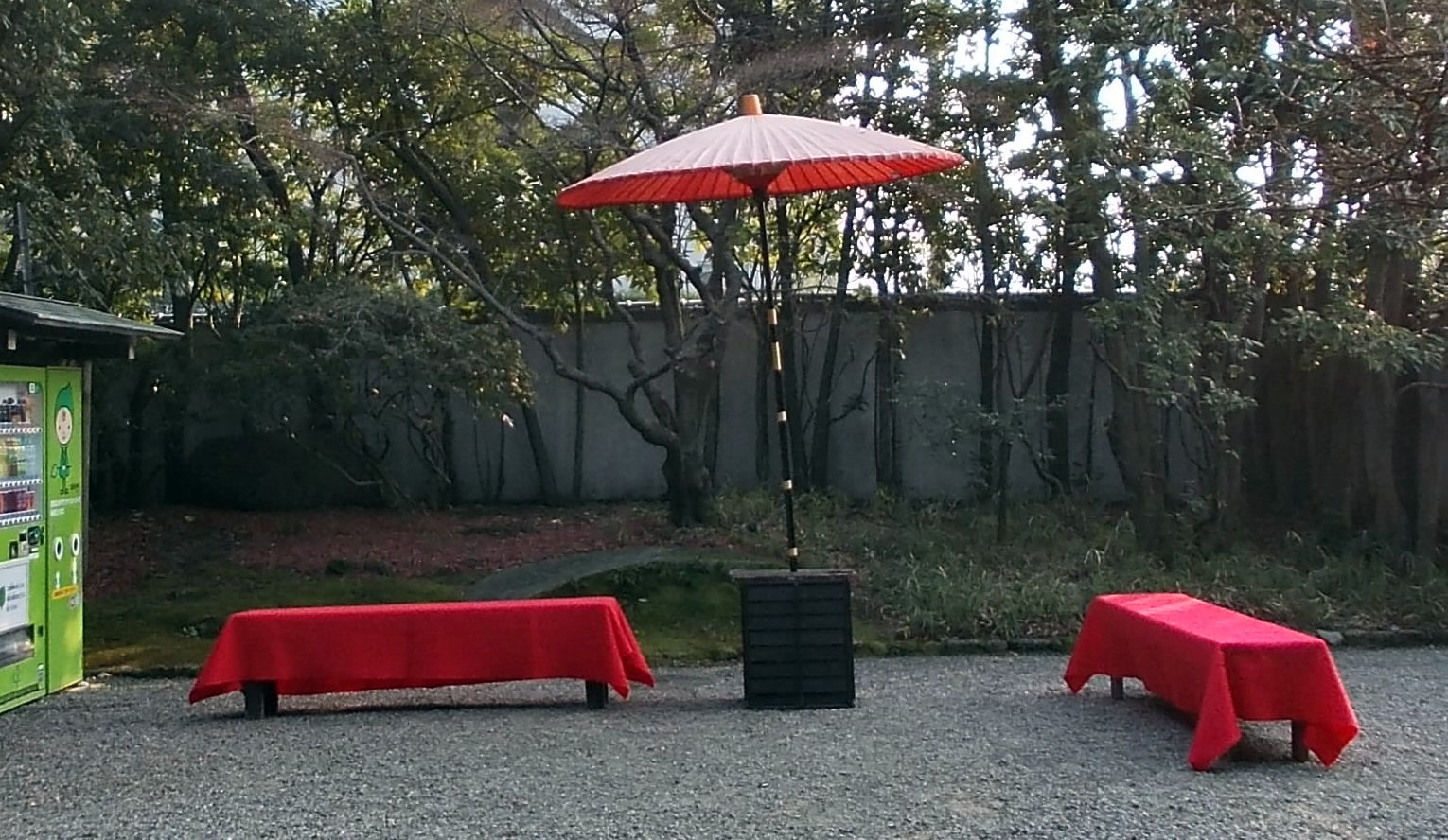
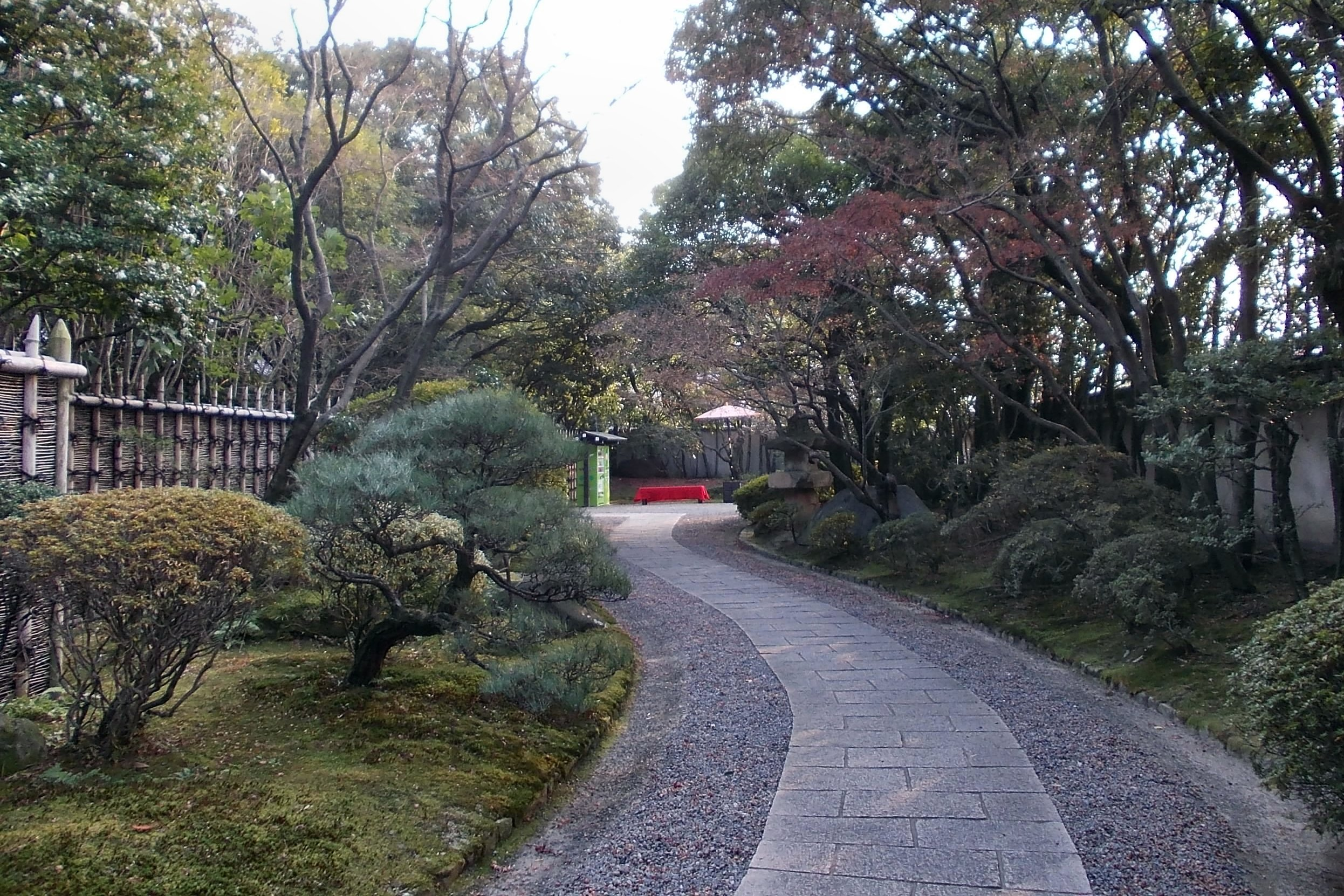
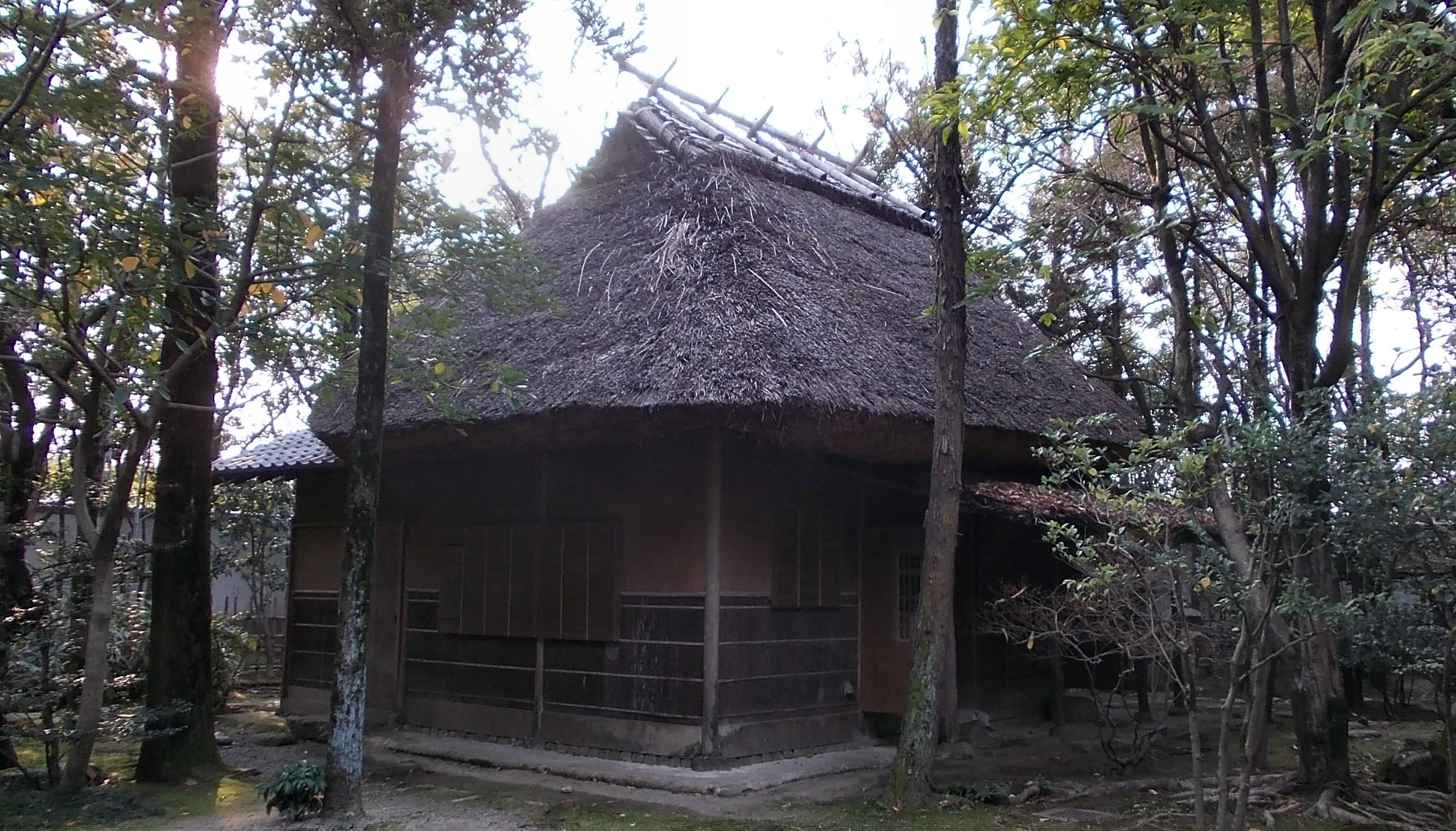
如水庵
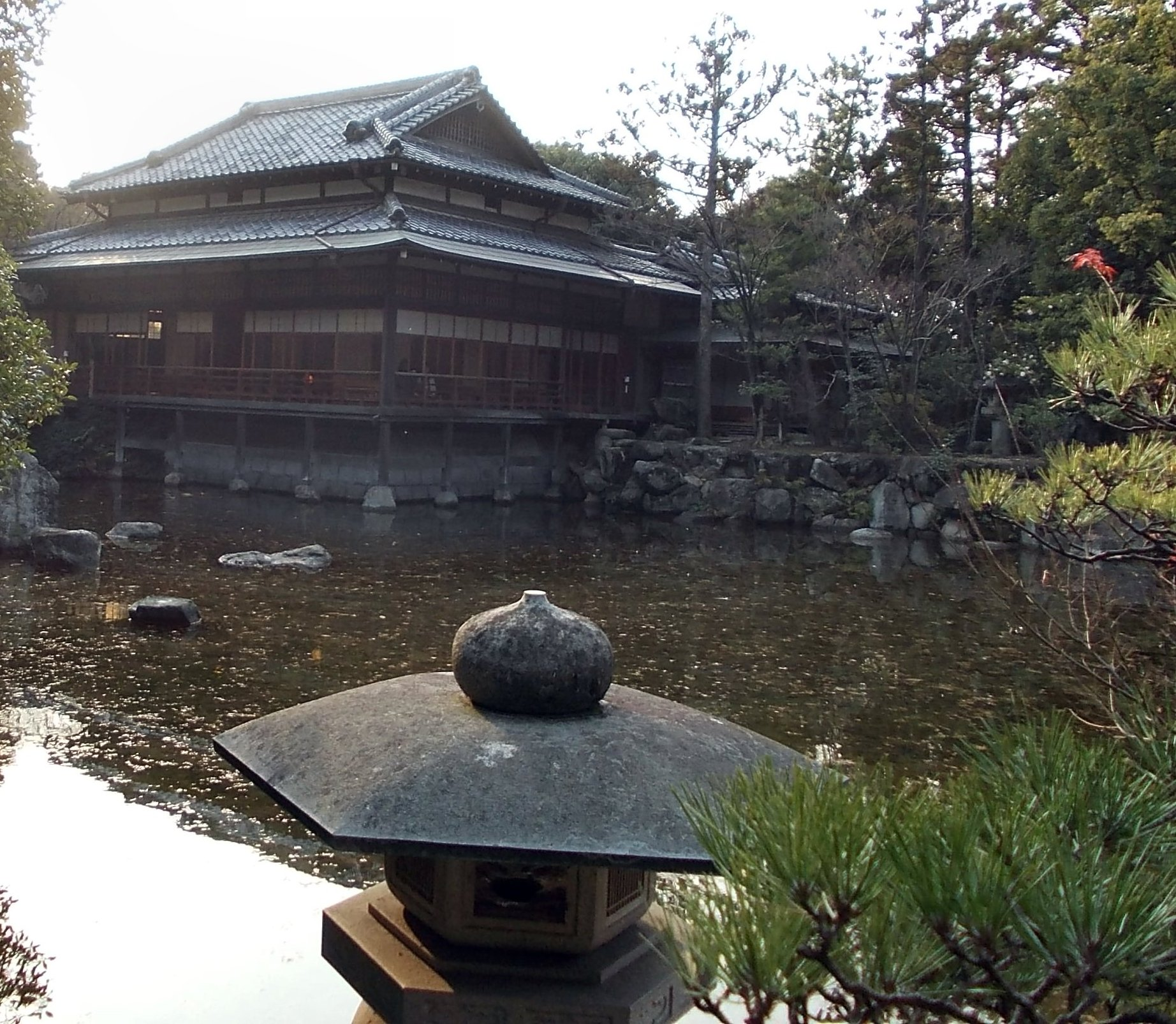
庭園
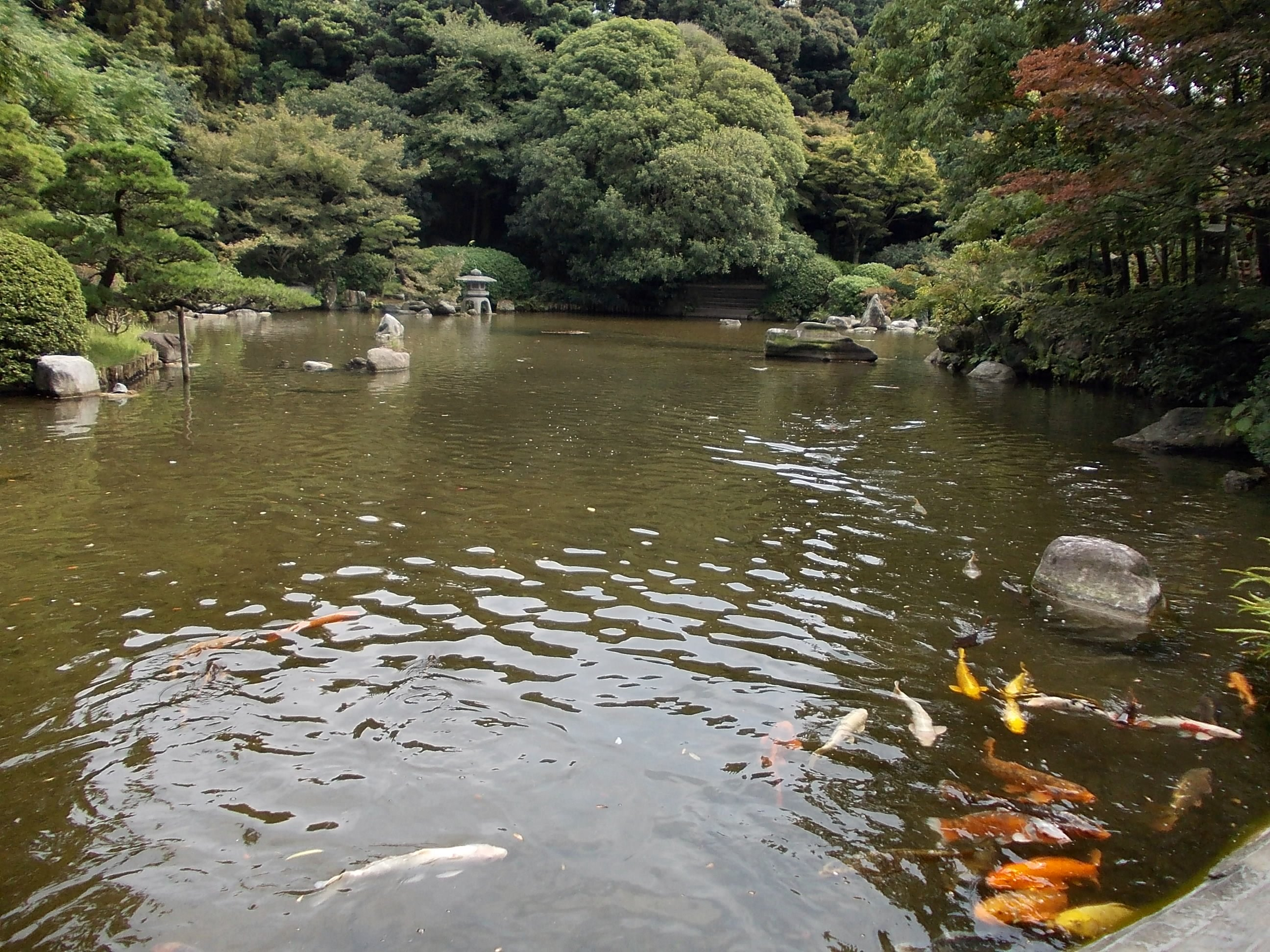
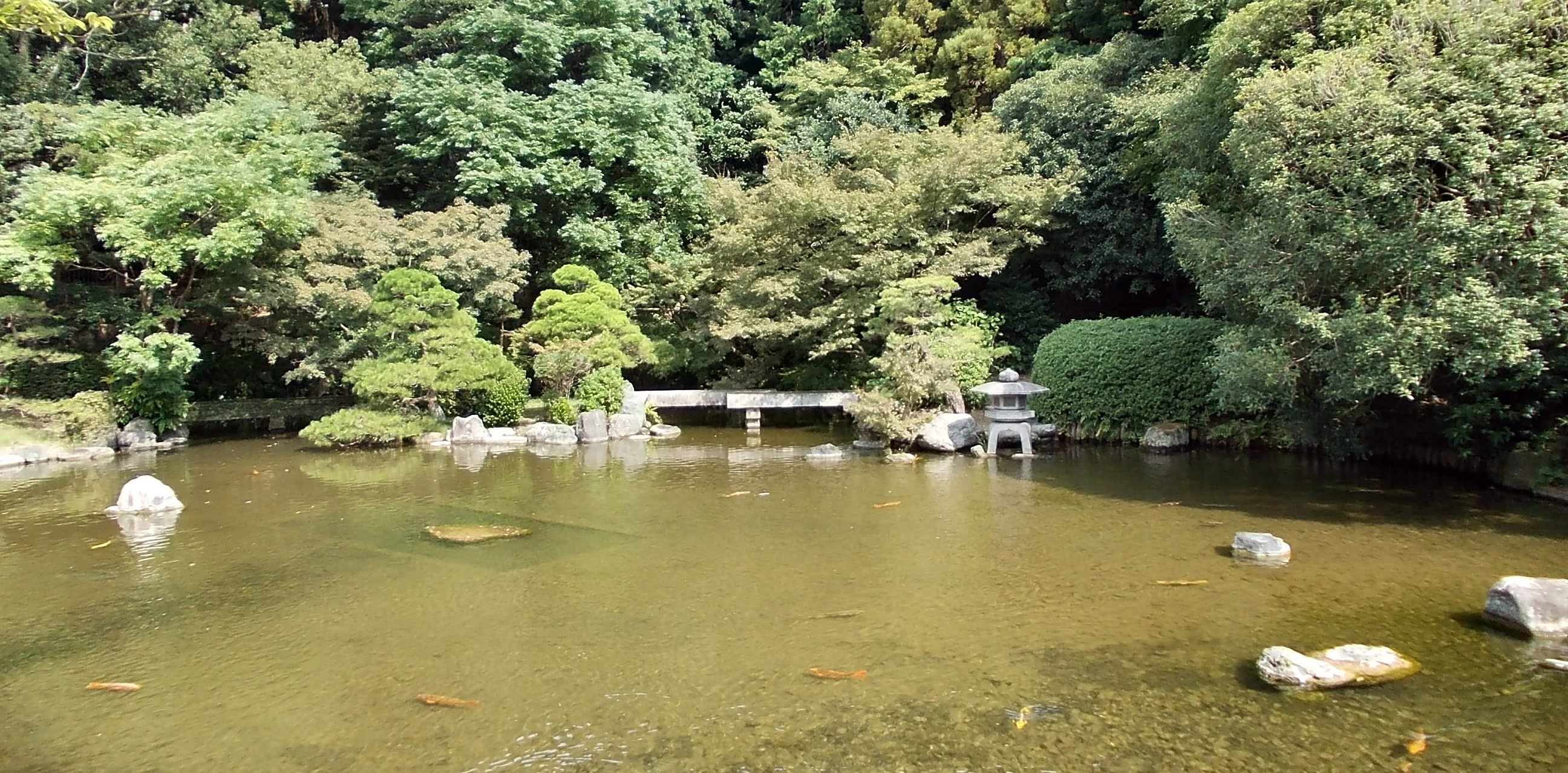
大広間から庭園を眺める
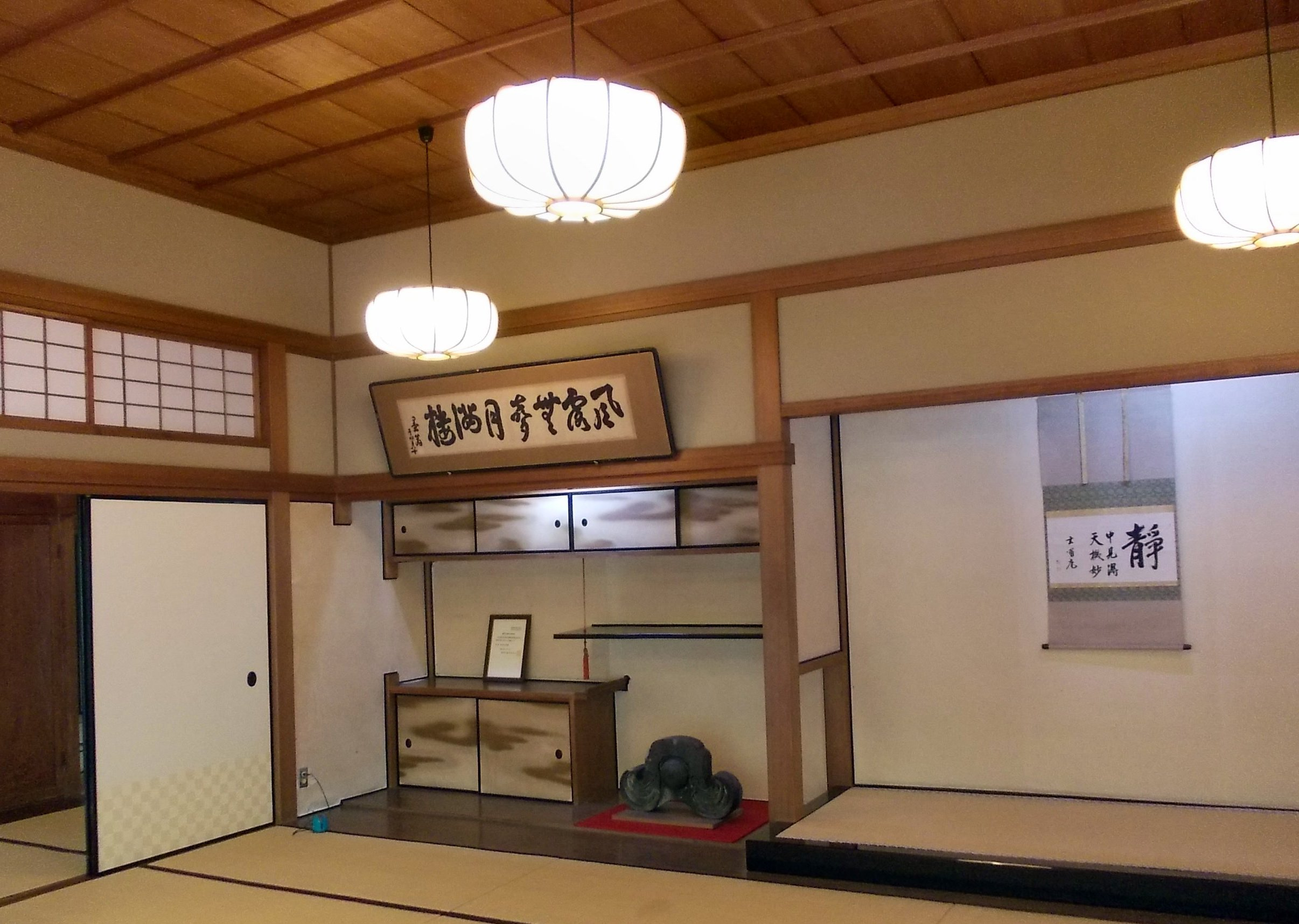
章山庵

## 関連施設
- 大濠公園
- 舞鶴公園
- 楽水園
- 松風園